# Necil Kâzım Akses
Necil Kâzım Akses (* 6. Mai 1908 in Istanbul; † 16. Februar 1999 in Ankara) war ein türkischer Komponist.
Akses studierte in Wien bei Joseph Marx und in Prag bei Josef Suk und Alois Hába. Er war Mitarbeiter Paul Hindemiths beim Aufbau des Konservatoriums von Ankara, das er auch zeitweise leitete. Er zählte zur Gruppe der Türkischen Fünf, die als erste türkische Komponisten die musikalische Tradition ihrer Heimat mit westeuropäischer Kompositionstechnik verbanden.
Seit 1949 war Akses im türkischen Staatsdienst tätig, unter anderem als Kulturattaché in Bern und Bonn. Er komponierte Orchesterwerke, kammermusikalische Werke und Klavierstücke. Sein bekanntestes Werk ist das Violinkonzert von 1969.

## Ehrungen
- 1957: Verdienstkreuz 1. Klasse der Bundesrepublik Deutschland
- 1963: Cavaliere, 1973 Commendatore Ufficiale (Italien)
- 1971: Devlet Sanatçı (Staatskünstler der Türkei)
- 1973: Burgiba Kunst und Kultur-Preis (Tunesien)
- 1981: Atatürk Sanat Armağanı (Atatürk Kunst-Preis)
- 1992: Onur Ödülü Altin Madalyası (Goldene Ehren-Medaille der Stiftung Sevda-Cenap And Müzik Vakfı)

## Werke
- Allegro Feroce für Saxophon und Klavier
- Die Burg Von Ankara, Sinfonische Historie für Orchester, 1942
- Ciftetelli Tanz für Orchester
- 5 Türkische Klavierstücke für Klavier solo
- Violinkonzert, 1967–69
- Concerto für Orchester, 1976–77
- Capriccio für Viola solo (1978)
- Sinfonie Nr. 4 "Sinfonia Romancesca Fantasia" für Cello und Orchester, 1982–83